# Helena Bonham Carterová
Helena Bonham Carterová CBE (* 26. května 1966 Londýn) je anglická herečka nominovaná na Oscara a Zlatý glóbus. Nejznámější jsou její role Lucy Honeychurch ve filmu Pokoj s vyhlídkou, Marla Singer v Klub rváčů, Bellatrix Lestrangeová v Harrym Potterovi, Kate Croy v Křídlech vášně, paní Lovettová ve filmu Sweeney Todd: Ďábelský holič z Fleet Street, Elizabeth Taylorová ve filmu Burton a Taylorová nebo Elizabeth Bowes-Lyon ve filmu Králova řeč.
Za přínos dramatu jí královna Alžběta II. v roce 2011 udělila řád britského impéria a herečka vyznamenání z jejích rukou 22. února 2012 převzala.

## Životopis

### Původ
Narodila se v Londýně psychoterapeutce Eleně (roz. Propper de Callejón) a Raymondu Bonhamovi Carterovi, bankéři, který pocházel z významné britské politické rodiny. Je pravnučkou bývalého britského premiéra H. H. Asquitha, mezi její příbuzné patří členové různých šlechtických rodů. Má dva bratry Edwarda a Thomase.

### Kariéra
Nemá žádné herecké vzdělání. Svůj herecký debut si odbyla v 16 letech v reklamě. Její první filmová role byla v roce 1984 ve filmu Lady Jane. Prorazila díky roli Lucy Honeychurch ve snímku Pokoj s vyhlídkou, který byl natočen až po Lady Jane, ale uveden byl první.
Zatímco v těchto prvních filmech hrála především královny v korzetech nebo anglické růže, později rozšířila svůj profil o role v takových filmech jako Klub rváčů, Wallace & Gromit: Prokletí králíkodlaka a filmech Tima Burtona Karlík a továrna na čokoládu, Mrtvá nevěsta Tima Burtona, Velká ryba a Sweeney Todd: Ďábelský holič z Fleet Street. V roce 2010 si zahrála Srdcovou/krvavou královnu ve filmu Alenka v říši divů režiséra Tima Burtona, v témže roce pak ztvárnila postavu manželky krále Jiřího VI. (současné britské královny matky) Elizabeth Bowes-Lyonové ve snímku Králova řeč a roli paní Potterové v úspěšné tragikomedii Toast.
Zahrála si také Belatrix Lestrangeovou ve filmu Harry Potter a Fénixův řád, kde nahradila těhotnou Helen McCroryovou (ta hrála Narcissu Malfoyovou v šestém, sedmém a osmém filmu). Za tuto roli sklidila úspěch a Bellatrix si zahrála také v dalších třech dílech filmového zpracování Harryho Pottera.
V roce 2012 ztvárnila postavu slečny Havishamové ve filmové adaptaci románu Charlese Dickense Nadějné vyhlídky se stejným názvem. Rovněž se objevila ve filmovém zpracování muzikálu Bídníci.

### Osobní život
Dříve měla vztah s hercem Kennethem Branaghem, se kterým hrála v několika filmech. Později chodila také s Rufusem Sewellem a Stevem Martinem. V říjnu 2001 začala chodit s Timem Burtonem, se kterým se seznámila při natáčení filmu Planeta opic. Zahrála si ve většině jeho pozdějších filmů. Společně mají dvě děti – syna Billyho Raymonda Burtona (* 2003) a dceru Nell Burton (* 2007). Pár se rozešel koncem roku 2014.
Na svatbě v létě 2018 potkala Rye Dag Holmboe a začali spolu v říjnu téhož roku chodit. Svůj vztah oficiálně oznámili až v říjnu dalšího roku.

## Filmografie
| Rok  | Film/seriál                                         | Role                                 | Poznámka |
| ---- | --------------------------------------------------- | ------------------------------------ | --- |
| 1983 | A Pattern of Roses                                  | Netty                                | |
| 1985 | Pokoj s vyhlídkou                                   | Lucy Honeychurch                     | |
| 1986 | Lady Jane                                           | Lady Jane Greyová                    | |
| 1987 | Miami Vice                                          | Dr. Theresa Lyons                    | 2 díly |
| 1987 | Maurice                                             | žena na kriketovém zápasu            | nebyla uvedena v titulcích |
| 1987 | Screen Two                                          | Jo Marriner                          | díl: „The Vision“ |
| 1987 | Hazard srdcí                                        | Serena Staverley                     | |
| 1988 | La maschera                                         | Iris                                 | |
| 1989 | Francesco                                           | Chiara                               | |
| 1989 | Theatre Night                                       | Raina Petkoff                        | díl: „Arms and the Man“ |
| 1989 | Správná věc                                         | Lady Minerva Munday                  | |
| 1990 | Hamlet                                              | Ofélie                               | |
| 1991 | Jackanory                                           | vypravěč                             | 5 dílů |
| 1991 | Kam se i andělé bojí vstoupit                       | Caroline Abbott                      | |
| 1992 | Rodinné sídlo                                       | Helen Shlegel                        | nominace na cenu BAFTA v kategorii Nejlepší herečka ve vedlejší roli |
| 1993 | Tančící královna                                    | Pandora/Julie                        | |
| 1993 | Fatal Deception: Mrs. Lee Harvey Oswald             | Marina Oswald                        | nominace na Zlatý glóbus v kategorii Nejlepší herečka v minisérii nebo TV filmu |
| 1994 | A Dark Adapted Eye                                  | dospělá Faith Severn                 | |
| 1994 | Butter                                              | Dorothy                              | krátkometrážní film |
| 1994 | The Good Sex Guide                                  | Samu sebe                            | díl 2.1 |
| 1994 | Absolutely Fabulous                                 | Saffron                              | díl: „Hospital“ |
| 1994 | Frankenstein                                        | Elizabeth                            | |
| 1995 | Margaret's Museum                                   | Margaret MacNeil                     | |
| 1995 | Mocná Afrodité                                      | Amanda                               | |
| 1996 | Večer tříkrálový                                    | Olivia                               | |
| 1996 | Stínohra                                            | Ada                                  | |
| 1996 | The Great War and the Shaping of the 20th Century   | Vera Brittain (hlas)                 | 2 díly |
| 1997 | The Petticoat Expeditions                           | vypravěč                             | |
| 1997 | Křídla vášně                                        | Kate Croy                            | nominace na Oscara v kategorii Nejlepší herečka nominace na Zlatý glóbus v kategorii Nejlepší herečka v dramatu nominace na cenu BAFTA v kategorii Nejlepší herečka v hlavní roli                |
| 1997 | Domácí štěstí                                       | Rosemary                             | |
| 1998 | Merlin                                              | Morgan Le Fay                        | 3 díly |
| 1998 | Pomsta bude sladká!                                 | Karen Knightly                       | |
| 1998 | Teorie létání                                       | Jane Hatchard                        | |
| 1999 | Klub rváčů                                          | Marla Singer                         | |
| 1999 | Drsný holky                                         | Cora                                 | |
| 1999 | The Nearly Complete and Utter History of Everything | Lily                                 | |
| 2000 | Carnivale                                           | Milly (hlas)                         | |
| 2001 | Planeta opic                                        | Ari                                  | |
| 2001 | Football                                            | matka                                | krátkometrážní film |
| 2001 | Novocaine                                           | Susan                                | |
| 2002 | The Heart of Me                                     | Dinah                                | |
| 2002 | Než nás probudí lidský hlas                         | Ruby                                 | |
| 2002 | Živě z Bagdádu                                      | Ingrid Formanek                      | TV film nominace na Emmy v kategorii Nejlepší herečka v hlavní roli v minisérii nebo filmu nominace na Zlatý glóbus v kategorii Nejlepší herečka v minisérii nebo TV filmu                       |
| 2003 | Jindřich VIII.                                      | Anna Boleynová                       | TV film |
| 2003 | Velká ryba                                          | Jenny/čarodějnice                    | |
| 2004 | Lemony Snicket: Řada nešťastných příhod             | Beatrice Baudelaire                  | neuvedena v titulích |
| 2005 | Karlík a továrna na čokoládu                        | paní Bucketová                       | |
| 2005 | Mezi mužem a ženou                                  | žena                                 | |
| 2005 | Wallace & Gromit: Prokletí králíkodlaka             | Lady Campanula Tottington (hlas)     | |
| 2005 | Mrtvá nevěsta Tima Burtona                          | mrtvá nevěsta (hlas)                 | |
| 2005 | Báječná sedmička                                    | Maggi Jackson                        | TV film |
| 2006 | Rok '66                                             | Esther Rubens                        | |
| 2007 | Harry Potter a Fénixův řád                          | Bellatrix Lestrangeová               | |
| 2007 | Sweeney Todd: Ďábelský holič z Fleet Street         | paní Lovettová                       | nominace na Zlatý glóbus v kategorii Nejlepší herečka v komedii nebo muzikálu |
| 2009 | Terminator Salvation                                | Dr. Serena Kogan                     | |
| 2009 | Harry Potter a Princ dvojí krve                     | Belatrix Lestrangeová                | |
| 2009 | Gruffalo                                            | matka (hlas)                         | krátkometrážní film |
| 2009 | Enid                                                | Enid Blytonová                       | TV film nominace na Televizní cenu Britské akademie v kategorii Nejlepší herečka |
| 2010 | Alenka v říši divů                                  | Rudá královna                        | |
| 2010 | Králova řeč                                         | královna Alžběta                     | Cena BAFTA v kategorii Nejlepší herečka ve vedlejší roli nominace na Oscara v kategorii Nejlepší herečka ve vedlejší roli nominace na Zlatý glóbus v kategorii Nejlepší herečka ve vedlejší roli |
| 2010 | Toast                                               | paní Potterová                       | TV film |
| 2010 | Harry Potter a Relikvie smrti – část 1              | Bellatrix Lestrangeová               | |
| 2011 | Harry Potter a Relikvie smrti – část 2              | Bellatrix Lestrangeová               | |
| 2011 | The Gruffalo's Child                                | matka (hlas)                         | krátkometrážní film |
| 2011 | Life's Too Short                                    | sebe                                 | díl 1.3 |
| 2012 | Temné stíny                                         | Dr. Julia Hoffman                    | |
| 2012 | A Therapy                                           | pacientka                            | krátkometrážní film |
| 2012 | Nadějné vyhlídky                                    | slečna Havishamová                   | |
| 2012 | Bídníci                                             | Madame Thénardier                    | |
| 2013 | Osamělý jezdec                                      | Red Harrington                       | |
| 2013 | The Young and Prodigious Spivet                     | Dr. Clair                            | |
| 2013 | Burton a Taylorová                                  | Elizabeth Taylor                     | TV film |
| 2014 | Night Will Fall                                     | vypravěč                             | dokumentrážní film |
| 2014 | Salting the Battlefield                             | Margot Tyrrell                       | TV film |
| 2014 | Turks & Caicos                                      | Margot Tyrrell                       | TV film |
| 2015 | Sufražetka                                          | Edith New                            | |
| 2015 | Codes of Conduct                                    | Esther Kaufmann                      | pilotní díl |
| 2015 | Popelka                                             | kmotřička                            | |
| 2016 | Alenka v říši divů: Za zrcadlem                     | Iracebeth z Crimsu, Srdcová královna | |
| 2016 | Love, Nina                                          | George                               | 5 dílů |
| 2017 | Poles Apart                                         | Nanuk                                | krátkometrážní film |
| 2017 | 55 Steps                                            | Eleanor Riese                        | |
| 2018 | SSgt. Stubby: An American Hero                      | Margaret Conroy (hlas)               | |
| 2018 | Debbie a její parťačky                              | Rose                                 | |
| 2019 | The Dark Crystal: Age of Resistance                 | Maudra Mayrin/The All-Maudra (voice) | seriál |
| 2019 | Koruna                                              | Princezna Margaret                   | hlavní role |
| 2020 | Enola Holmesová                                     | Eudoria Holmes                       | |
| 2020 | Dračí srdce: Pomsta                                 | Siveth (hlas)                        | |
| 2022 | Enola Holmesová 2                                   | Eudoria Holmes                       | |
| 2022 | Barák                                               | Jen (hlas)                           | |
| 2023 | Jeden život                                         | Babette Winton                       | |